# Creston (circonscription britanno-colombienne)
Pour les articles homonymes, voir Creston.
Circonscription électorale provinciale du Canada
Creston est une ancienne circonscription provinciale de la Colombie-Britannique représentée à l'Assemblée législative de la Colombie-Britannique de 1924 à 1933.

## Géographie
La circonscription représentait la ville et la région autour de Creston.

## Liste des députés
| Législature                                                                         | Années    | Député  | Député         | Parti        |
| Creston                                                                             | Creston   | Creston | Creston        | Creston      |
| ----------------------------------------------------------------------------------- | --------- | ------- | -------------- | ------------ |
| 16e                                                                                 | 1924–1928 |         | Fred W. Lister | Conservateur |
| 17e                                                                                 | 1928–1933 |         | Fred W. Lister | Conservateur |
| Circonscription fusionnée à la circonscription de Nelson pour former Nelson-Creston |           |         |                |              |